# Szotland
Szotland – dzielnica miasta Władysławowa, położona nad Zatoką Pucką. Dawniej zamieszkana wyłącznie przez rybaków, obecnie coraz częściej wykorzystywana turystycznie. Obecnie w dolnej części Szotlandu wybudowano ścieżkę rowerową Gdynia – Puck – Swarzewo – Jastarnia – Hel.
Gmina Władysławowo utworzyło jednostkę pomocniczą – dzielnicę „Szotland”. Organem uchwałodawczym dzielnicy jest zebranie mieszkańców. Organem wykonawczym jest przewodniczący zarządu dzielnicy. Dodatkowo organem pomocniczym dla przewodniczącego jest zarząd dzielnicy, który łącznie z nim liczy od 4 do 7 członków. Przewodnicząca (Obecnie od 2025 roku, Marta Abraham) i jej zarząd są wybierani przez wyborcze zebranie mieszkańców.
W 1994 r. jednostka obejmowała obszar miasta na wschód od torów kolejowych linii nr 213, wyznaczony ulicami: Bohaterów Kaszubskich, Floriana Ceynowy, Gdańska, Geodetów, Inżynierska, Kwiatowa, Łąkowa, Jakuba Myślisza, 8 Marca, Męczenników Wielkiej Wsi, Nadmorska, Augustyna Necla, Portowa, Piwna, Stadionowa, Starowiejska, Stolarska, Szkutników, Szyperska, Średnia, Wewnętrzna, Źródlana, Niepodległości (lewa strona od nr 1 do 21 i nr 2 i nr 4).